# 1999年愛知県議会議員選挙
1999年愛知県議会議員選挙は、1999年4月11日に執行された愛知県議会の議員を改選するための一般選挙。第14回統一地方選挙の一つとして実施された。

## 概要
県議会議員の任期4年が満了したことに伴って行われた。この選挙から「名古屋市中村区選挙区」の定数は「3」から「2」に減り、定数1減の選挙となった。
60選挙区107議席に対し176人が立候補した。そのうち13選挙区で14人が無投票当選となった。投票率は48.67％で、1995年の前回選を4.94ポイント上回った。

## 基礎データ
- 選挙事由：任期満了
- 告示日：1999年4月2日
- 投票日：1999年4月11日
- 議員定数：107人
- 選挙区：60選挙区（うち13選挙区で無投票）
- 候補者数：176人（うち14人が無投票当選）

## 選挙結果
| 党派       | 計  | 新旧別 | 新旧別 | 新旧別 | 無投票 当選 |
| 党派       | 計  | 現職   | 元職   | 新人   | 無投票 当選 |
| ---------- | --- | ------ | ------ | ------ | ----------- |
| 自由民主党 | 50  | 40     | 2      | 8      | (12)        |
| 民主党     | 12  | 7      | 1      | 4      |             |
| 公明党     | 7   | 5      | 0      | 2      |             |
| 日本共産党 | 4   | 1      | 0      | 3      |             |
| 自由党     | 1   | 1      | 0      | 0      |             |
| 諸派       | 1   | 0      | 0      | 1      |             |
| 無所属     | 32  | 17     | 1      | 14     | (2)         |
|            | 107 | 71     | 4      | 32     | (14)        |